# Либретиста
Либретиста (од итал. librettista) је писац либрета – текста за музичко-сценско дело као што су опера, оперета, мјузикл, ораторијум или кантата. Либретиста ствара речи које се певају (у аријама, ансамблима, хоровима) или изговарају (дијалози, речитативи), обликујући радњу, ликове и драмску структуру дела у форми погодној за музичку обраду.

## Дефиниција либрета
Либрето (итал. libretto – "књижица") је текстуални предложак за музичко-сценско дело. Он садржи комплетан текст који се изводи, укључујући певане делове, говорне дијалоге (ако постоје), као и сценске инструкције (дидаскалије) које описују радњу, изглед сцене или понашање ликова.

## Улога и задаци либретисте
Улога либретисте је сложена и захтева специфичне вештине. Његови главни задаци су:
- Стварање или адаптација приче: Либретиста може написати оригиналну причу или адаптирати постојеће књижевно дело (роман, драма, приповетка, мит) за потребе музичко-сценског извођења.
- Обликовање драмске структуре: Организовање радње у чинове и сцене, дефинисање заплета, кулминације и расплета на начин који одговара музичком току.
- Развој ликова: Стварање уверљивих ликова и њихових међусобних односа.
- Писање текста за певање: Креирање стихова за арије, дуете, ансамбле и хорове, водећи рачуна о ритму, метрици и звучности речи како би биле погодне за певање и музичку обраду.
- Писање дијалога или речитатива: Формулисање говорних делова или текста за речитативе који воде радњу између музичких нумера.
- Сарадња са композитором: Либретиста готово увек блиско сарађује са композитором.

## Однос са композитором
Сарадња између либретисте и композитора је кључна за настанак успешног музичко-сценског дела. Тај однос може имати различите облике:
- **Текст пре музике:** Либретиста прво напише текст, а композитор га затим музички обрађује (чест случај у 18. и 19. веку).
- **Музика пре текста:** Композитор има музичку идеју или скицу, а либретиста пише текст који се уклапа у ту музику (ређе, али се дешава).
- **Паралелни рад:** Композитор и либретиста раде заједно, међусобно утичући на развој и текста и музике (карактеристично за многе мјузикле или блиске сарадње попут оне између Р. Штрауса и Хофманстала).
- **Композитор као сопствени либретиста:** Неки композитори, попут Рихарда Вагнера или Руђера Леонкавала, сами су писали либрета за своје опере.

Често је потребно да либретиста прилагођава текст музичким захтевима (нпр. понављање стихова, скраћивање или проширивање сцена).

## Вештине и захтеви
Добар либретиста треба да поседује:
- Таленат за драмско писање (структура, дијалог, карактеризација).
- Поетски сензибилитет и вештину писања стихова.
- Разумевање музике и музичких форми (арија, речитатив, ансамбл, финале).
- Свест о захтевима и могућностима људског гласа.
- Способност сажимања и адаптације сложених наратива.
- Вештину сарадње са композитором и другим члановима ауторског тима.

## Историјски преглед
У раној историји опере (17. век), либретисти су често били дворски песници. У 18. веку, либрето постаје стандардизованији, посебно у опери серији, где доминирају фигуре попут Апостола Зена и, нарочито, Пјетра Метастазија, чија су либрета музички обрађивали десетине композитора. Лоренцо да Понте остаје упамћен по сарадњи са Моцартом на три ремек-дела (Фигарова женидба, Дон Ђовани, Тако чине све).
У 19. веку, са развојем романтичарске опере, либрето добија већи драмски значај. Значајни либретисти овог периода су Ежен Скриб и Феличе Романи, док у Италији Франческо Марија Пјаве и касније Ариго Бојто пишу кључна либрета за Вердија. Рихард Вагнер реформише оперу пишући сам своје текстове (које је називао "песмама") као равноправни део "свеукупног уметничког дела" (Гезамткунстверк). У домену оперете, чувен је тандем либретисте В. С. Гилберта и композитора Артура Саливана.
У 20. веку настављају се значајне сарадње, попут Хуга фон Хофманстала и Рихарда Штрауса, Бертолта Брехта и Курта Вајла. У области мјузикла, либретисти попут Оскара Хамерштајна II и Стивена Сондхајма (који је био и композитор) подижу значај текста и драмске структуре.

## Значајни светски либретисти (избор)
- Пјетро Метастазио
- Лоренцо да Понте
- Ежен Скриб
- Феличе Романи
- Франческо Марија Пјаве
- Ариго Бојто
- Луиђи Илика и Ђузепе Ђакоза (Пучинијев тандем)
- Вилијам Швенк Гилберт
- Хуго фон Хофманстал
- Бертолт Брехт
- Оскар Хамерштајн II
- Стивен Сондхајм (често и композитор)

## Либретисти у Србији
У српској и југословенској оперској историји, често су сами композитори писали либрета (попут Петра Коњовића за већину својих опера) или су адаптирана већ постојећа драмска или књижевна дела. Ипак, издвајају се и аутори који су писали оригинална либрета или значајне адаптације:
- Борислав Михајловић Михиз: Адаптирао Коштану Боре Станковића за оперу Петра Коњовића.
- Миленко Шуваковић: Написао либрето за оперу Тесла Кароља Рухе.
- Тадија Милетић: Писао, преводио и адаптирао либрета за опере и мјузикле.
- Деан Лопичић: Написао либрето за оперу Меланхолични снови грофа Саве Владиславића Светислава Божића.

## Статус либретисте
Историјски гледано, либретиста је често био у сенци композитора, чије се име првенствено везује за дело. На оперским плакатима и у критикама, име либретисте је некада изостављано или штампано ситнијим словима. Тек у новије време расте свест о значају квалитетног либрета и улози либретисте као равноправног аутора музичко-сценског дела.